# دار جعفر بن أبي طالب
دار جعفر بن أبي طالب أحد الدور التاريخية المجاورة للمسجد النبوي الشريف.
وكانت الدار بين دار العباس بن عبد المطلب ودار عمار من الناحية القبلية، وقد خطها رسول محمد بعد فتح خيبر حين رجع جعفر بن أبي طالب من هجرة الحبشة، ثم أدخلها عمر بن الخطاب في المسجد النبوي الشريف بعد توسعته.